# Lepidasthenia izukai
Lepidasthenia izukai är en ringmaskart som beskrevs av Imajima och Hartman 1964. Lepidasthenia izukai ingår i släktet Lepidasthenia och familjen Polynoidae. Inga underarter finns listade i Catalogue of Life.